# Night Eyes II
Night Eyes II (Ojos en la noche 2 en España y Los ojos de la noche - Parte 2 en Latinoamérica) es una película estadounidense de 1991 dirigida por Rodney McDonald y protagonizada por Andrew Stevens, Shannon Tweed y Tim Russ. 
La película es la secuela de la exitosa película Night Eyes (1990).

## Argumento
Will Griffith es un veterano guardaespaldas, que es contratado por Marilyn Mejenes, una hermosa psiquiatra. Ella lo hace, porque un paciente ha comenzado a acosarla. Estando ella aburrida respecto a su matrimonio con un importante político, Marilyn queda prendada del hombre que vela por su seguridad.
Eso lleva a que ambos inicien una ardiente relación mucho más pasional que romántica.

## Reparto
| Actor          | Personaje               |
| -------------- | ----------------------- |
| Andrew Stevens | Will Griffith           |
| Shannon Tweed  | Marilyn Mejenes         |
| Tim Russ       | Jesse Younger           |
| Richard Chaves | Hector Mejenes          |
| Geno Silva     | Luis                    |
| John O'Hurley  | Detective Turner        |
| Julian Stone   | Ladrón de cajas fuertes |
| Tessa Taylor   | Vivian Talbot           |

## Recepción
La película no destacó por las salas en las que se estrenó, pero hoy en día goza de cierto reconocimiento por parte de los seguidores de la actriz Shannon Tweed, protagonista de la cinta.
Hoy en día el filme fue valorado en los portales de información cinematográfica. En IMDb, por ejemplo, con 671 votos registrados, el filme obtiene una media ponderada de 4,1 sobre 10. En otro portal, Rotten Tomatoes, la película fue valorada por menos de 50 usuarios, los cuales le dieron una valoración media de 3,9 de 5. También cabe destacar que el 47 % de los usuarios de La Vanguardia la valoraron positivamente.